# Wii Music
『Wii Music』（ウィー・ミュージック）は、2008年10月16日に任天堂が開発・発売したWii専用ゲームソフト。アメリカでは同年10月20日、ヨーロッパでは同年11月14日に発売。

## 概要
Wiiリモコンの特徴を生かして、66種類以上の楽器を実際の奏法に近い動きでプレイでき、楽器の演奏を疑似体験することで手軽に音楽を楽しめる。いわゆる音楽ゲームであって、リズム譜（一線譜）を表示させることも可能であるが、どのように操作してもゲーム側から音階が自動調整され音程を外すことがないため、プレイヤーが「間違わない」ようになっている。キャッチフレーズは「誰にでも音楽を奏でる感動を」。
楽曲はクラシック、童謡や民謡、ポピュラー音楽、任天堂のゲーム音楽などの52曲が収録されている。一曲のそれぞれのパートを演奏して編曲することができる他、多人数で同時に4パートまでのセッションが可能。似顔絵チャンネルで作成したMiiに対応しており、登録したMiiを自分のプレイヤーとして使用することができる。演奏の内容はミュージッククリップとして記録され、他のプレイヤーとニンテンドーWi-Fiコネクションを通して共有することができる。
Wii専用ソフトの「Touch! Generations」シリーズの一つで、Wiiの発表時点でタイトルや構想は発表されていた。コンセプトを考案した宮本茂は「ゲームでも楽器でもないものを作ってしまった」、「新しい楽器のようなもの」と発言。ゲームの製作には戸高一生、永田権太、峰岸透、横田真人、長田潤也、渡邊貴宏、近藤浩治をはじめとした数多くの任天堂の音楽スタッフが携わっている。
『Wii Sports』、『Wii Fit』に続くWii第3のキラーソフトとして期待されたが、初週売り上げは約10万本、累計売り上げも約40万本（2009年1月末時点）と前述の2タイトルに比べて伸び悩み、ロングセラーソフトにはならなかった。岩田聡社長は本作に対して「面白さ、わかりやすさをうまく伝えることができなかった」、「もし本作と『街へいこうよ どうぶつの森』が売れ続けていれば、2009年前半の失速も免れただろう」と語っている。また、本作に対する評価は非常に大きく二分しているという。

## 演奏できる楽器

### ピアノ系
- ピアノ
- ギンガピアノ（FM音源）
- トイピアノ
- チェンバロ
- ハープ
- ダルシマー
- マリンバ
- ヴィブラフォン
- スティールパン
- ハンドベル
- ティンパニ

### ギター系
- フォークギター
- ウクレレ
- エレキギター
- ギンガギター(オートワウ)
- バンジョー
- シタール
- 三味線
- ジューズハープ
- エレキベース
- ウッドベース
- ギンガベース(レゾナント)

### トランペット系
- トランペット
- ギンガホーン(ディチューン)
- サックス
- クラリネット
- リコーダー
- アコーディオン
- バグパイプ
- ファミコン（矩形波）
- ヴォーカル
- チューバ

### フルート系
- フルート
- ハーモニカ

### ヴァイオリン系
- ヴァイオリン
- チェロ

### 打楽器系
- ノーマルドラム
- ロックドラム
- ジャズドラム
- ラテンドラム
- レゲエドラム
- バラードドラム
- ギンガドラム（TR-808、シン・ドラム、シモンズ）
- スネアドラム
  - シンバル
- バスドラム（グランカッサ）
  - 銅鑼
- 和太鼓
- コンガ
  - スプラッシュ
- ギンガコンガ（TR-808）
- ジャンベ
  - バンブーチャイム
- ティンバレス
  - シンバル
- マラカス
- タンバリン
- すず
  - ベルツリー
- カスタネット
  - ハレオ
- カウベル
  - ヴィブラスラップ
- ハンドクラップ（手拍子）
  - フィンガースナップ
- ヴォイパ（ボイスパーカッション）

### 掛け声・鳴き声
- イヌ
- ネコ
- ラッパー
- 格闘家
  - 瓦割り

- チアリーダー

### その他
- ギロ
  - ギラ
- クイーカ
  - クラクション
- ホイッスル（サンバホイッスル）
  - 指笛
- DJ

## 演奏できる楽曲

### クラシック
- 喜びの歌
- 結婚行進曲
- 白鳥の湖
- 新世界より
- メヌエットト長調
- アイネ・クライネ・ナハトムジーク
- 美しき青きドナウ
- カルメン

### スタンダード
- アメリカン・パトロール
- エンターテイナー
- キラキラ星
- ドレミの歌
- 大きな古時計
- ハッピー・バースディ・トゥ・ユー
- アルプス一万尺
- アーユースリーピング
- アヴィニオンの橋の上で
- 猫踏んじゃった
- オクラホマ・ミキサー
- いとしのクレメンタイン
- スカボロ・フェア
- 思い出
- ちょうちょ（ドイツ民謡）
- もみの木（ドイツ童謡）
- サントゥルセからビルバオへ（スペイン民謡）
- さくらさくら
- トロイカ
- ラ・バンバ
- 波濤を越えて
- ラ・クカラチャ（メキシコ民謡、日本語名「車にゆられて」）

### ポピュラー
- デイドリーム・ビリーバー
- 上を向いて歩こう
- ジングルベル・ロック
- プリーズ・ミスター・ポストマン
- ロコモーション
- ウーマン
- 見つめていたい
- セプテンバー
- マテリアル・ガール
- ウキウキ・ウェイク・ミー・アップ
- アイル・ビー・ゼア
- 愛はかげろうのように
- 炎のランナー

### ゲーム
- ゼルダの伝説
- ミュートシティー
- スーパーマリオブラザーズ
- おいでよどうぶつの森
- けけブルース
- Wii Sports
- Wii Music

## ミニゲーム
なりきりオーケストラ
Wiiリモコンをタクトに見立てて操作し、オーケストラを指揮する。指揮できる楽曲は5曲で、「春（「四季」より）」はこのモード専用。
合わせてハンドベル
流れてくる楽譜に合わせてタイミング良くハンドベルを振る。多人数同時プレイもできる。演奏できる楽曲は5曲で、「ぶんぶんぶん（ドイツ民謡）」はこのモード専用。
音感マッサージキキミミ
音感に関する問題に解答するクイズモード。
ドラムレッスン
バランスWiiボードをバスドラム、ハイハットシンバルに見立てて行う。バランスWiiボードがなければプレイできない。（ドラムモードからプレイ可能）